# Optime noscitis (encíclica de 1855)
Optime noscitis es una encíclica del Papa Pío IX publicada el 5 de noviembre de 1855 y dirigida al episcopado y clero de Austria. 
En este documento, el papa hace mención al II Concordato Austríaco de 1855 (firmado entre el pontífice y el emperador Francisco José I de Austria), y hace un llamado para intensificar la actividad pastoral, a través de la celebración de sínodos diocesanos, instando además, a supervisar de manera constante y cuidadosa la enseñanza en las aulas y los libros de texto que se utilizaban.